# Genetski zdrs
Genetski zdrs (angl. genetic drift) je spremenjena frekvenca različic nekega gena (alela) pri vzorcu osebkov glede na izhodno populacijo. Frekvenca določenega alela v populaciji pomeni delež kopij ene oblike gena.
Genetski zdrs je pomemben evolucijski proces, ki dolgoročno vodi v spremenjeno frekvenco alelov celotne populacije. Lahko privede do tega, da določena različica gena povsem izgine, s čimer se zmanjša genetska raznovrstnost. V nasprotju z naravnim izborom, kjer postane določen gen v populaciji bolj ali manj pogost glede na to, kakšen ima doprinos k uspešni reprodukciji, spremembe zaradi genetskega zdrsa niso odvisne od okolijskih ali adaptivnih dejavnikov in imajo lahko koristen, nevtralen ali škodljiv vpliv na uspešnost reprodukcije.
Učinek genetskega zdrsa je večji pri majhnih populacijah. Znanstveniki si niso edini, kakšen pomen ima zdrs te vrste v primerjavi z naravnim izborom. Po Ronaldu Fisherju naj bi imel zdrs kvečjemu majhno vlogo v evoluciji in to prepričanje je veljalo za vodilno več desetletij. Leta 1968 pa je Motoo Kimura objavil tezo, da večino sprememb v dednini (za katere ni nujno, da se kažejo v fenotipu) povzroči genetski zdrs.